# سارا کلی
سارا کلی (به انگلیسی: Sarah Kelly) (زاده ۱۳ سپتامبر ۱۹۷۶) خواننده و موسیقی‌دان آمریکایی است.